# Лобачёва, Ирина Викторовна
Ири́на Ви́кторовна Лобачёва (18 февраля 1973, Ивантеевка, Московская область) — российская фигуристка (танцы на льду).
Серебряный призёр Олимпийских игр в Солт-Лейк-Сити в паре с Ильёй Авербухом. Чемпионка мира 2002 г., чемпионка Европы 2003 г., чемпионка России (1997, 2000—2002). Заслуженный мастер спорта России.

## Биография
Фигурным катанием начала заниматься в 1979 году. Первый партнёр — Алексей Поспелов. Первый тренер — Наталья Дубинская.
В 1992 году Ириной увлёкся Илья Авербух, тогда ещё катавшийся в паре с Мариной Анисиной. После этого тренеры поставили Авербуха с Лобачёвой в пару. В 1994 году вместе с тренерами Натальей Линичук и Геннадием Карпоносовым переехали в Делавэр, США.
10 марта 1995 года Ирина вышла замуж за партнёра Илью Авербуха.
В 1998 году дебютировали на зимних Олимпийских играх.
В 2003 году пара Лобачёва и Авербух завершила любительскую спортивную карьеру.
3 марта 2004 года родила сына Мартина.
Участвовала в проектах Первого канала: Звёзды на льду и «Ледниковый период» в паре с певцом Валерием Сюткиным («Звёзды на льду»), с актёром Дмитрием Марьяновым («Ледниковый период») и с актёром Владимиром Шевельковым («Ледниковый период-2»), а также снова с Дмитрием Марьяновым в третьем сезоне Ледникового периода (в 2009 году). В 2010 году участвует в проекте Первого канала: «Лёд и пламень» в паре с актёром Денисом Матросовым.
В ноябре 2007 года Ирина и Илья объявили о своём разводе из-за событий личной жизни Ильи. Причиной явился роман Авербуха с актрисой, участвовавшей в «Ледниковом периоде», после которого актриса родила от Ильи сына.
В 2009—2011 годах жила в неофициальном браке с актёром Дмитрием Марьяновым. Позже вышла замуж за тренера по фигурному катанию Ивана Третьякова (который моложе её на 17 лет).
23 июля 2020 года пара официально развелась.
В настоящее время Ирина Лобачёва — тренер. Работала с танцевальной парой Ксения Шмырина/Егор Майстров, выступавшей за Беларусь.

## Государственные награды
- Кавалер ордена Дружбы (2003) — за большой вклад в развитие физической культуры и спорта, высокие спортивные достижения на Играх XIX Олимпиады 2002 года в Солт-Лейк-Сити[7].

## Спортивные достижения
(с Авербухом)
| Соревнования/Сезон            | 1993/94 | 1994/95 | 1995/96 | 1996/97 | 1997/98 | 1998/99 | 1999/00 | 2000/01 | 2001/02 | 2002/03 |
| ----------------------------- | ------- | ------- | ------- | ------- | ------- | ------- | ------- | ------- | ------- | ------- |
| Зимние Олимпийские игры       |         |         |         |         | 5       |         |         |         | 2       |         |
| Чемпионаты мира               | 13      | 15      | 6       | 7       | 4       | 4       | 4       | 3       | 1       | 2       |
| Чемпионаты Европы             |         | 9       | 5       | 5       | 4       | 3       | 4       | 3       | 3       | 1       |
| Чемпионаты России             | 2       | 3       | 3       | 1       | 2       | 2       | 1       | 1       | 1       |         |
| Финалы Гран-При               |         |         |         | 5       | 4       | 3       | 4       | 2       |         | 1       |
| Этапы Гран-При: Skate America |         |         | 2       | 2       | 2       | 2       | 2       |         |         |         |
| Этапы Гран-При: Skate Canada  |         |         | 4       |         | 3       |         |         |         |         |         |
| Nations Cup                   |         |         | 3       | 4       |         |         |         |         |         |         |
| Trophee Lalique               | 1       |         |         |         |         |         |         | 2       |         |         |
| Этапы Гран-При: Cup of Russia |         |         | 2       | 2       | 2       |         |         | 2       |         | 1       |
| Этапы Гран-При: NHK Trophy    |         | 8       |         |         |         | 2       | 2       |         |         | 1       |
| Игры доброй воли              | 2       |         |         |         | 2       |         |         |         |         |         |